# Hacı Əliyev
Hacı Əliyev (también escrito como Haji Aliyev; Najicheván, 21 de abril de 1991) es un deportista azerbaiyano que compite en lucha libre; tres veces campeón mundial y cuatro veces campeón europeo.

## Trayectoria
Participó en tres Juegos Olímpicos de Verano, obteniendo dos medallas, plata en Tokio 2020 (categoría de 65 kg) y bronce en Río de Janeiro 2016 (categoría de 57 kg), y el octavo lugar en París 2024 (65 kg).
Ganó tres medallas de oro en el Campeonato Mundial de Lucha entre los años 2014 y 2017, y seis medallas en el Campeonato Europeo de Lucha entre los años 2014 y 2023.
En los Juegos Europeos obtuvo dos medallas, oro en Minsk 2019 y bronce en Bakú 2015.
En 2016 recibió el Diploma Honorífico del Presidente de la República de Azerbaiyán. En 2021 fue condecorado con la Orden del Servicio a la Patria (grado II).

## Palmarés internacional
| Juegos Olímpicos   | Juegos Olímpicos           | Juegos Olímpicos  | Juegos Olímpicos |
| Año                | Lugar                      | Medalla           | Categoría        |
| ------------------ | -------------------------- | ----------------- | ---------------- |
| 2016               | Río de Janeiro (Brasil)    | Medalla de bronce | 57 kg            |
| 2020               | Tokio (Japón)              | Medalla de plata  | 65 kg            |
| Campeonato Mundial |                            |                   |                  |
| Año                | Lugar                      | Medalla           | Categoría        |
| 2014               | Taskent (Uzbekistán)       | Medalla de oro    | 61 kg            |
| 2015               | Las Vegas (Estados Unidos) | Medalla de oro    | 61 kg            |
| 2017               | París (Francia)            | Medalla de oro    | 61 kg            |
| Juegos Europeos    |                            |                   |                  |
| Año                | Lugar                      | Medalla           | Categoría        |
| 2015               | Bakú (Azerbaiyán)          | Medalla de bronce | 61 kg            |
| 2019               | Minsk (Bielorrusia)        | Medalla de oro    | 65 kg            |
| Campeonato Europeo |                            |                   |                  |
| Año                | Lugar                      | Medalla           | Categoría        |
| 2014               | Vantaa (Finlandia)         | Medalla de oro    | 61 kg            |
| 2016               | Riga (Letonia)             | Medalla de bronce | 61 kg            |
| 2018               | Kaspisk (Rusia)            | Medalla de oro    | 65 kg            |
| 2019               | Bucarest (Rumania)         | Medalla de oro    | 65 kg            |
| 2022               | Budapest (Hungría)         | Medalla de plata  | 65 kg            |
| 2023               | Zagreb (Croacia)           | Medalla de oro    | 70 kg            |